# キャンベルのスープ缶
『キャンベルのスープ缶』（キャンベルのスープかん、Campbell's Soup Cans）は、アンディ・ウォーホルによって1962年に製作された美術作品群である。『32個のキャンベルのスープ缶』（32このキャンベルのスープかん、32 Campbell's Soup Cans）とも。作品が公開された当時は、スープ缶を芸術のテーマに選ぶことは抽象表現主義を一部侮辱しているとして批判を浴びた。しかしながら、ウォーホルはその後もキャンベルのスープ缶をテーマとした多種多様な芸術作品を制作し、最終的には本作品はアメリカ・ポップアートを代表するものとしての地位を確立した。

## 概要
作品は一枚高さ20インチ、幅16インチのカンバスに描かれており、計32枚ある。個々のカンバスにはキャンベル・スープ・カンパニーが製造したスープ缶の絵が1缶描かれている。絵はシルクスクリーンという方法で制作されており、一枚の絵の全部が手書きであるわけではない。
この絵は、ほぼすべて同じスープ缶をテーマとして画一的に大量生産されたものを描いている。これにより、大量生産されたものに囲まれ画一的な生活を送る現代人、または大量に生産され流通する情報を風刺するものとする見方がある。同じものを繰り返し見せることで本来のメッセージと異なったメッセージを見せ、日常で目にする同じものが並んでいる風景を題材にすることで大量消費について考えるきっかけを作った。
また、『キャンベルのスープ缶』が大衆文化由来のテーマに依存していたことにより、アメリカ合衆国における主要な美術運動であるポップアートが到来する一助となった。ウォーホルがキャンベルのスープ缶を描いた理由として、キャンベル・スープ・カンパニーはウォーホルが「自分が美しいと思うものを、いつも描いているだけです。」「僕がスープを好きだから。」と発言したことを挙げている。

## その後
成功した作家、出版者、画家そして映画監督であったウォーホルは、1962年7月9日にカリフォルニア州ロサンゼルスのフェラス・ギャラリー（Ferus Gallery）で美術家として最初の画廊での個展をひらいた。この展示は、アメリカ西部におけるポップアートの嚆矢となった。1940年代からアメリカ合衆国の美術界で支配的であった抽象表現主義の技法と哲学に対して、この作品があからさまな通俗的商業主義で露骨に侮辱したため芸術界で波紋を呼び、作品の理非と倫理に関する多くの議論につながった。この騒動が大きなものとなり広く知られたことは、ウォーホルを、洗練された1950年代の商業イラストレーターから有名な美術家に変身させ、彼をほかの新進のポップ・アーティストから区別させる一助となった。ウォーホルの絵に商業的な需要が生じたわけではなかったが、このテーマと作者とが結び付けられたことでウォーホルは有名になり、最終的に『キャンベルのスープ缶』は彼の代名詞になった。